# Ligne de Quimper à Pont-l'Abbé
La ligne de Quimper à Pont-l’Abbé constituait un embranchement de la ligne radiale « sud » de desserte ferroviaire de la Bretagne, permettant la desserte de l’important bourg portuaire de Pont-l’Abbé.

## Chronologie
- Le 7 avril 1884, ouverture de l’embranchement
- Le 4 juillet 1907, ouverture du prolongement à voie métrique vers Saint-Guénolé par les CFDF
- Le 19 mai 1947, fin de l’exploitation du prolongement à voie métrique ; mise à voie normale
- En 1950, fin du service voyageurs
- Le 1er juillet 1963, fermeture du prolongement vers Saint-Guénolé
- Le 26 janvier 1988, fin du service marchandises au-delà de l'EP Doux
- Le 31 août 1989, déclassement de la section de Pluguffan à Pont-l'Abbé (PK 695,190 à 706,427)[1].
- Novembre 2017, retranchement de la section restante entre la sortie du tunnel de Quimper et le premier PN.
- 27 juin 2018, déclassement de la section de Quimper à Pluguffan

## Historique
La ligne de desserte « sud » de la Bretagne, concédée au Paris-Orléans, vit naître plusieurs embranchements destinés à la desserte des villes portuaires égrenant la côte bretonne. L’embranchement de desserte de Pont-l’Abbé, classé no 77 dans le Plan Freycinet, est de ceux-là.
La ligne de Quimper à Pont-l'Abbé est déclarée d'utilité publique par une loi le 31 janvier 1880.
La ligne est concédée à titre définitif par l'État à la Compagnie du chemin de fer de Paris à Orléans par une convention signée entre le ministre des Travaux publics et la compagnie le 28 juin 1883. Cette convention est approuvée par une loi le 20 novembre suivant.
S’embranchant sur la radiale en gare de Quimper, traversant ensemble le tunnel de Quimper, long de 310 m, et s’en détachant dès sa sortie, l’embranchement de Pont-l’Abbé s’éloigne rapidement vers le sud-sud-ouest, contournant l’aéroport de Quimper Cornouaille en Pluguffan, commune que la ligne desservait à distance (la gare, située au lieu-dit Kelarnig, étant éloignée du bourg), puis longeait la « transbigoudène », voie expresse reprenant l’itinéraire de l’ancienne nationale 785. Desservant ensuite la gare de Combrit-Tréméoc qui, malgré son nom, se situait bien plus près de Tréméoc que de Combrit, elle venait finalement se terminer en gare de Pont-l’Abbé, non loin du plan d’eau formé par un élargissement du ria arrosant la ville.
La gare de Pont-l’Abbé fut également atteinte en 1907 par une ligne à voie métrique en provenance de Saint-Guénolé, ouverte par les chemins de fer départementaux du Finistère et surnommée "train Birinik", puis en 1912 par une ligne de même écartement en provenance d’Audierne, ouverte par les chemins de fer armoricains et surnommée"train carottes". La première ligne était d’un grand intérêt pour le transport de la marée vers l’arrière-pays, mais la différence d’écartement en gare de Pont-l’Abbé nécessitait de longues et coûteuses opérations de transbordement. Aussi, lors de la fermeture de la plupart des lignes de ces réseaux départementaux, en 1947, fut-il décidé de maintenir le tronçon Pont-l’Abbé — Saint-Guénolé et de le convertir à la voie normale. L’exploitation fut réalisée par les SE jusqu’en 1963.
Embranchement de faible longueur ne desservant pas de ville importante, la ligne Quimper — Pont-l’Abbé fut rapidement fermée au trafic voyageurs, dès 1950. Le trafic marchandises, essentiellement nourri par le fruit du travail des pêcheurs des ports de Cornouaille, connut des baisses sensibles à la suite du développement de la concurrence routière, accrue par la fermeture du tronçon vers Saint-Guénolé en 1963, et se conclut par la fermeture de la ligne au trafic marchandises en 1988.
Une partie de son parcours (entre Pluguffan et Pont-l'abbé) est emprunté par des diverticules aux sentiers de grande randonnée numérotés 34H et 38A.
Dans les années 2010, la circulation ferroviaire sur la ligne est interdite, en raison de la vétusté du tablier métallique, situé au niveau de la rue de la Providence. De plus, l'usine de l'entreprise "Doux" située au terminus de la ligne est fermée. La communauté de communes de Quimper envisage donc de créer une voie verte, en prolongement de la section Pont-l'Abbé-Pluguffan, créant ainsi une voie verte sur la totalité de l'ancienne plate forme de la ligne de Quimper-Pont-l'abbé,.

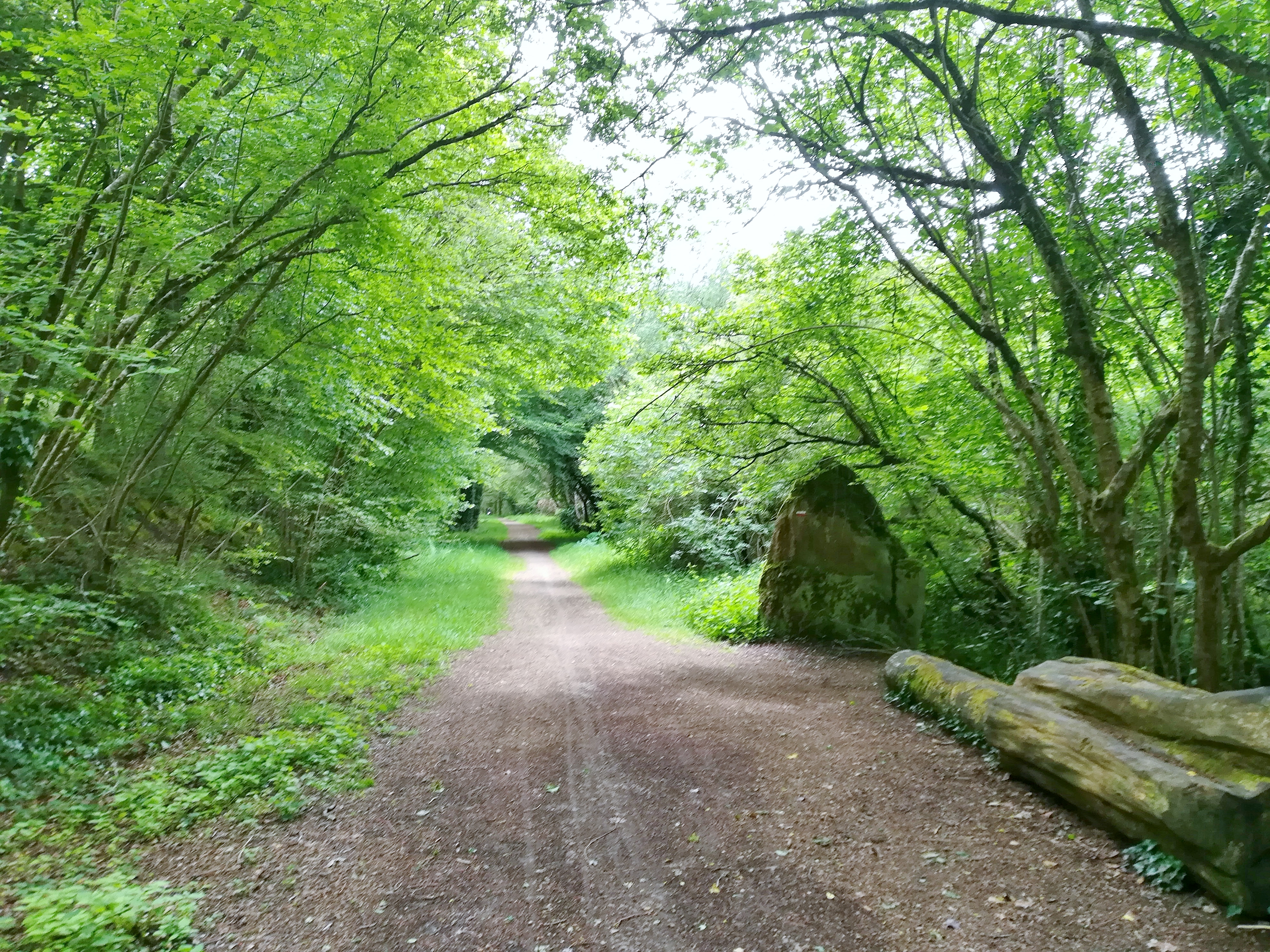
La voie verte liaison GR 34-GR 38 (ancienne voie ferrée de Quimper à Pont-l'Abbé) à hauteur de Kergorentin en Plomelin (vue en direction de Pont-l'Abbé).
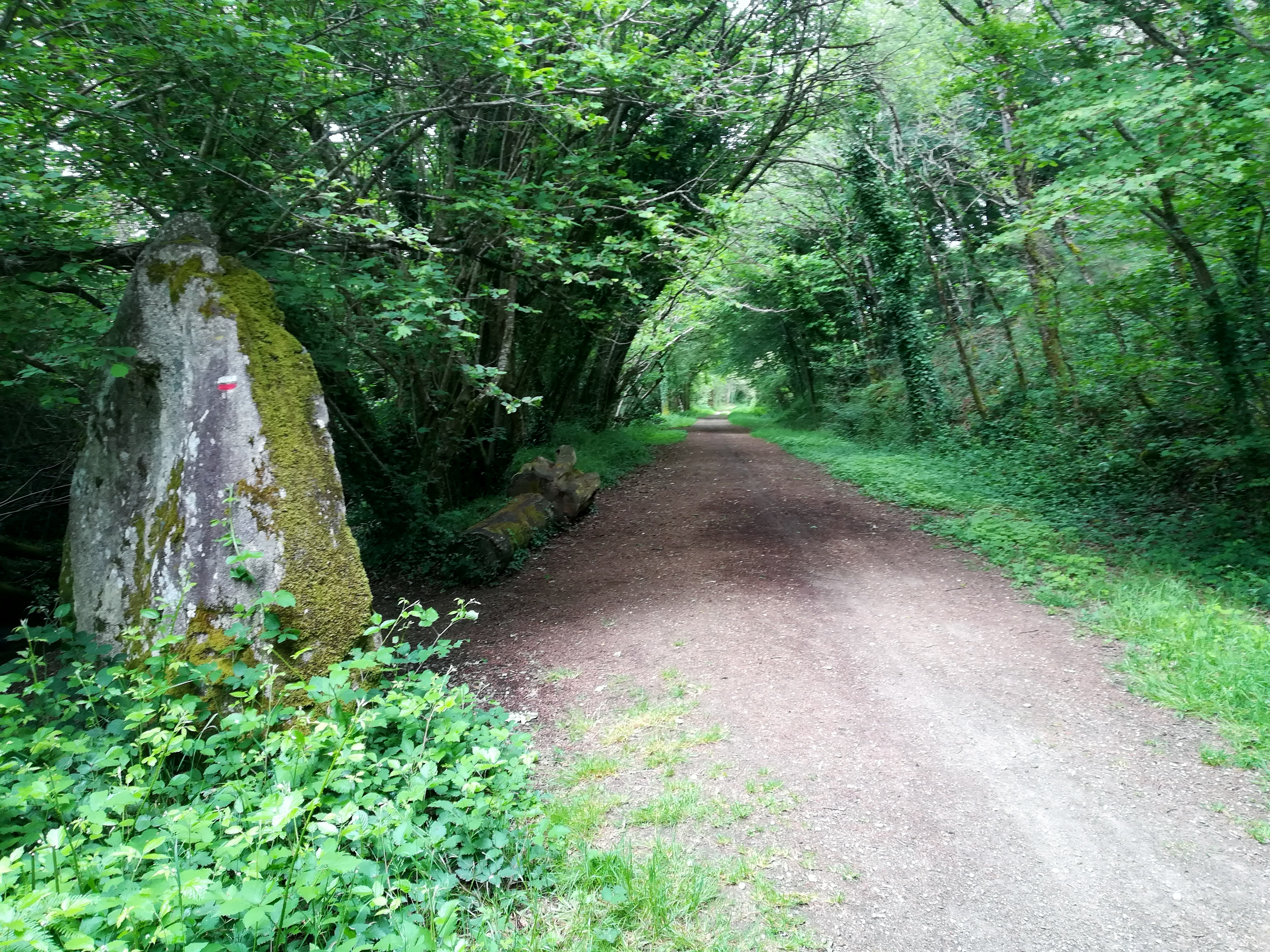
La voie verte liaison GR 34-GR 38 (ancienne voie ferrée de Quimper à Pont-l'Abbé) à hauteur de Kergorentin en Plomelin (vue en direction de Quimper).

Le 27 juin 2018, SNCF Réseau déclasse officiellement la ligne. SNCF Réseau envisage de mettre à disposition du Conseil Départemental du Finistère cette section de voie ferrée pour la réalisation d’une voie verte avec dépose des rails, et ce, à travers une convention de transfert de gestion. Elle souhaite cependant, rester propriétaire de l’emprise foncière concernée. Cette solution présente l’avantage de préserver à long terme la possibilité d’un retour du transport ferroviaire sur cette section de ligne.